# 郑加平
郑加平（1918年3月—2016年4月22日），四川雅安市人，中华人民共和国政治人物。

## 生平
1935年8月，参加中国工农红军四方面军，同年10月加入中国共产党，历任处长等职。抗日战争期间，担任八路军第七七二团一营四连指导员，参加关家垴战斗。中华人民共和国成立后，1949年3月至9月任禹县县大队副大队长；1949年10月至1950年1月，任大队长。1959年4月至1963年10月，任云南省民航局副局长，后改任民航第三航空学校副校长、云南省水利厅办公室主任、云南省科委办公室主任、副秘书长。1983年10月离休。
2016年4月22日1时22分在昆明逝世，享年98岁。